# La Jolie Parfumeuse

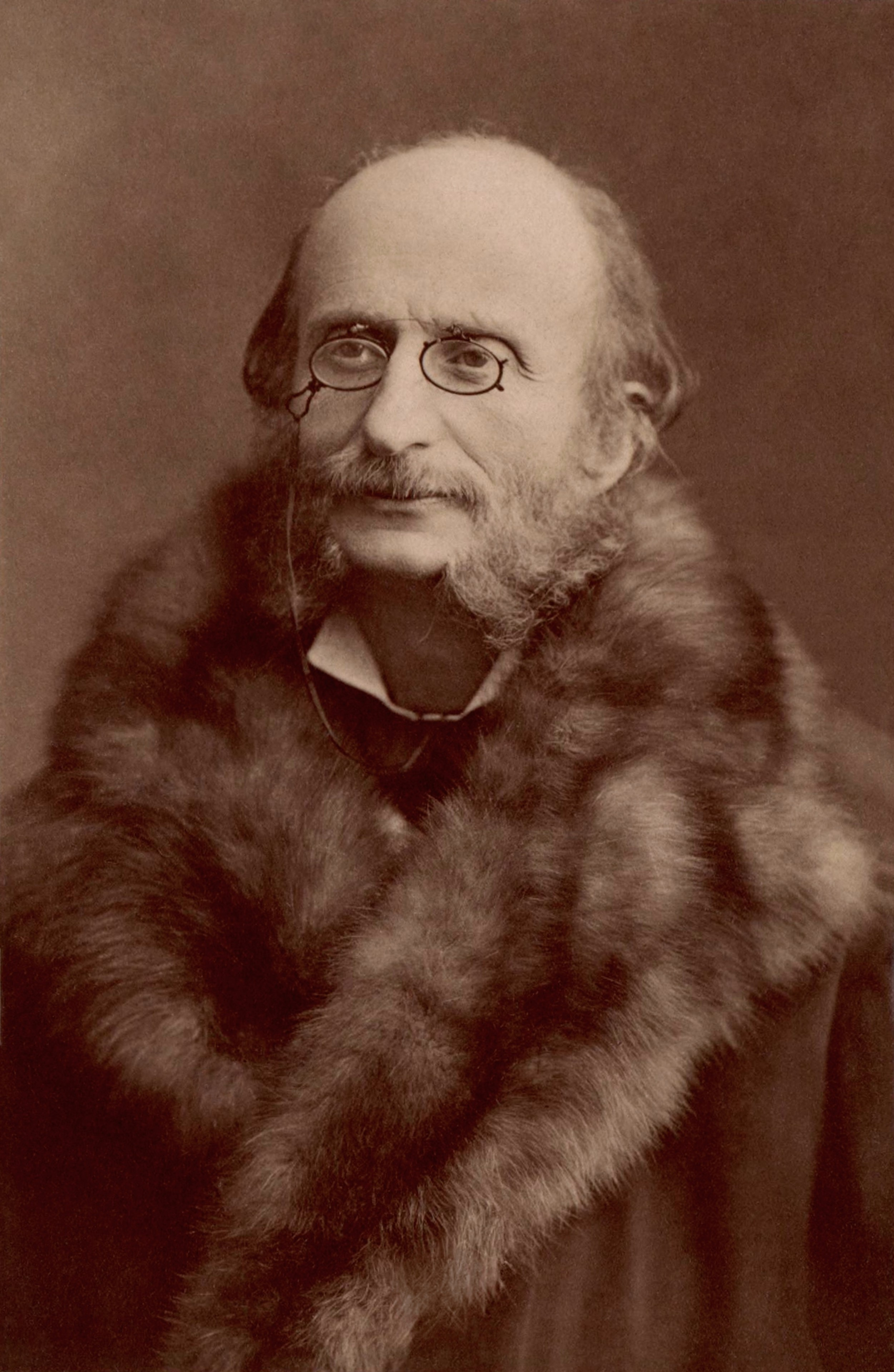
Jacques Offenbach

La Jolie Parfumeuse är en opéra comique (operett) i tre akter med musik av Jacques Offenbach och libretto av Hector Crémieux och Ernest Blum..

## Historia
Verket skrevs på sju veckor och hade premiär på Théâtre de la Renaissance i Paris den 29 november 1873. Uppsättningen spelades över 200 gånger och utgjorde Offenbachs första stora succé efter Andra franska kejsardömets fall 1871. La Jolie Parfumeuse, som delvis var inspirerad av Albert Grisars opéra comique Les Porcherons från 1850, innehöll ett "farsartat libretto av sexuella missförstånd". Mycket av verket succé härleddes till sopranen Louise Théos gestaltning av titelrollen. Tillsammans med sångaren Daubray återkom hon till stycket i en nypremiär 1875 på Théâtre des Bouffes-Parisiens. 1892 sattes stycket upp ånyo på Théâtre de la Renaissance (med Juliette Simon-Girard som Rose och Simon-Max som Poirot) och 1898 på Théâtre de la Gaîté med Mariette Sully.
Utanför Frankrike sattes La Jolie Parfumeuse upp (ofta i översättning) i Bryssel, Antwerpen och Wien 1874; i Berlin, New York, Birmingham och Milano 1875; i Mexico city 1876 och i Stockholm 1891, men återfanns inte på repertoaren under 1900-talet, trots radioutsändningar i fransk radio och en uppsättning på Royal Academy of Music 1973. Grannarnas kör "Soyez donc bon homme" i början av akt III har dock förblivit en favorit inom körvärlden.

## Personer
| Roller                                                            | Röststämma  | Premiärbesättning 29 november 1873 (Dirigent: Jacques Offenbach) |
| ----------------------------------------------------------------- | ----------- | ---------------------------------------------------------------- |
| Rose Michon                                                       | sopran      | Louise Théo                                                      |
| Bavolet                                                           | sopran      | Laurence Grivot                                                  |
| Clorinde                                                          | sopran      | Fonti                                                            |
| La Julienne                                                       | mezzosopran | Pauline Lyon                                                     |
| Arthémise                                                         | sopran      | Castello                                                         |
| Madelon                                                           | sopran      | Jane Eyre                                                        |
| Justine                                                           | sopran      | Guiotti                                                          |
| Lise                                                              | sopran      | Godin                                                            |
| Mirette                                                           | sopran      | E Alboudy                                                        |
| Poirot                                                            | tenor       | Bonnet                                                           |
| La Cocardière                                                     | baryton     | Daubray                                                          |
| Germain                                                           | baryton     | Étienne Troy                                                     |
| Premier Garçon                                                    |             | Cosmes                                                           |
| Deuxième Garçon                                                   |             | P Albert                                                         |
| Fyra blinda musiker "Trombone, Violon, Grosse Caisse, Clarinette" |             | Gaillard, Allard, Hardon, Derain                                 |
| Fyra husor                                                        |             | Anna, E Nœll, Jouvenceau, Mangin                                 |
| Två brudtärnor                                                    |             | R Capet, Debrat                                                  |
| Servitörer, kunder, grannar, grisetter.                           |             |                                                                  |

## Handling
Akt I
Den unge Bavolet arbetar för den lokale åklagaren. Han är gudson till den rike bankmannen La Cocardière. Bavolet ämnar gifta sig med Rose, som arbetar i en parfymaffär (och har en slående likhet med en dansös i den nyligen anlända balettruppen från Toulouse). Bröllopsförberedelserna är i full sving på Cabaret des Porcherons. Clorinde (älskarinna till La Cocardière) är där med sina vänner. När La Cocardière anländer till festen retar Clorinde honom då det är uppenbart att han hyser känslor för parfymflickan Rose. Han lyckas ta sig ur situationen och alla skålar för det unga paret. Närvarande är även Poirot (i verkligheten en schweizisk arbetare på Hotel Saint-Florentin – men från Nogent). Han och La Cocardière planerar att fa tag på brudens strumpeband. Bravolet berättar för Rose att han inte tänker avslöja platsen för deras bröllopsnatt förrän senare.
La Cocardière annonserar en grupp av blinda musiker och den "berömde polske målaren" Verrouillaski (en förklädd Poirot). De övertalar Rose att ställa sig på ett bord för att få sitt porträtt målat och La Cocardière lyckas då få tag i hennes strumpeband. Efter ytterligare en dans gör de sig redo att ge sig av. Bravolet förklarar för La Cocardière att då han inte vill att Rose ska tvingas bo i ett litet rum ovanför affären och han har hyrt ett angränsande rum och satt in en dörr. Han ber även La Cocardière att eskortera hans fru till hennes nya hem och också berätta för henne var hennes moder skulle ha sagt till henne om bröllopsnatten om han hade levt. La Cocardière för bort Rose och Bavolet kastar slängkyssar.
Akt II
La Cocardières betjänt Germain dukar bordet tillsammans med de andra tjänarna Justine och Lise. La Cocardière och Rose kommer in. Han hävdar att det är hennes nya hem och att Bavolet har betalat allt. På väggarna ser hon tavlor av balettdanssöser, däribland ett på den nya från Toulouse. La Cocardière försöker kyssa Rose efter att ha blåst ut ljusen, men hon smiter undan. Han kallar på husorna att förbereda Rose för natten. La Cocardière kommer in på nytt och låtsas vara Bavolet, men hans stor händer, öron och tänder får henne att känna sig som Rödluvan. Germain kommer in och meddelar att Clorinde och hennes vänner är i antågande. La Cocardière gömmer Rose. Clorinde sjunger en födelsedagssång men han är inte road över deras uppdykande. Medan han försöker få iväg Rose och ta hand om dansarna rusar Bavolet och Poirot in. Bavolet undrar var hans hustru befinner sig. När han märker att det är en annan kvinna i det angränsande rummet kräver han att få veta vem det är. Bavolet öppnar dörren och Rose, vackert klädd, träder ut och presenterar sig som "Dorothée Bruscambille, barnfödd i Toulouse, och blivande primadonna på Grand Opéra i Paris". Trots alla Bavolets frågor insisterar hon på att hon inte är Rose. De andra lämnar Bavolet och Rose och hon frestar honom med champagne, varpå de försvinner in i sidorummet.
Akt III
Utanför parfymaffären kräver folk att få komma in. Poirot säger att han vill vara en rättskaffens man och äkta "Bruscambille". Bavolet är bakfull och tror att han har tillbringat natten med dansösen och att Rose endast kom senare. Medan Poirot förbereder att tala med sina kommande svärföräldrar, kommer Rose in. Bavolet rusar fram men hon tystar honom med en blick. La Cocardière kommer in och försöker förklara sin kärlek för Rose medan hon försöker betjäna kunderna. Bavolet konfronterar Rose men hon vägrar att svara och han stormar ut. Rose konfronterar i sin tur La Cocardière men när Clorinde kommer in gömmer han sig i ett skåp. Rose frågar vad hon kan hjälpa Clorinde med och denna svarar att hon vill ha sin man och börjar söka i alla rummen efter La Cocardière. La Julienne störtat in och säger att en man - Bavolet - är på väg att kasta sig i Seine. Rose går för att hindra honom. Gömd bakom en dörr frågar Bavolet var Rose tillbringade natten. Hon svarar med sin falska Toulousedialekt och allt får en förklaring. La Cocardière hittas i skåpet; Clorinde visar fram en ring och kräver att få bli hans hustru.